# Будівля Посольства Нідерландів в Україні
Буді́вля Посо́льства Нідерла́ндів в Украї́ні розташована у Києві на Контрактовій площі, 7.
За визначенням фахівців, є однією з найкращих сучасних київських споруд.

## Історія
31 грудня 1991 року Нідерланди визнали Україну. 1 квітня 1992 року між державами встановлено дипломатичні відносини. Восени 1992 року в Києві було відкрито посольство Королівства Нідерланди.
Ділянку для посольства обрали на Подолі, на місці, де, за однією з версій, розташовувалась садиба Григоровичів-Барських. Одним із найвидатніших представників цього роду був архітектор, майстер українського бароко Іван Григорович-Барський (1713—1791).
Під час Другої світової війни будівлю зруйнували. До початку будівельних робіт тут була пустка.
Після оголошення конкурсу перемогу здобуло нідерландське архітектурне бюро «Atelier PRO», яке очолював архітектор Ганс ван Бек. Разом із ним працювали українські архітектори Вадим Заплатніков і Лариса Меркулова з «Гаразд аркітектс».
1997 року розпочалось проєктування будинку. А завершили будівництво 2001 року. Кошторис становив 4 мільйони євро.

## Архітектура

Вписаний в архітектурний ландшафт новобуд

Тильний фасад

Будівля посольства вдало вписана в архітектурний пейзаж старовинного Подолу. Виконана у стилі мінімалізму з елементами хай-теку.Загальна площа приміщення становить 2000 квадратних метрів.
Архітектори, розтлумачуючи семантику будівлі, пояснюють, що архітектурні елементи посольства, подібно літерам, складаються у слова і речення, що дозволяє прочитати будівлю у цілому.
Фасад оздоблений чотирма видами пісковика, який використовували у минулому в Києві. Жовто-гірчичний колір певною мірою відсилає до київського цегляного стилю XVIII—XIX сторіччя.
Вікна розміщені асиметрично й аритмічно. За задумом архітекторів, такий «танець» вікон підсилює динаміку чолового фасаду. Такий концептуальний засіб почали застосовувати наприкінці ХХ сторіччя. Водночас «ірраціональна дерегуляція» стала частиною протесту проти традиційності і раціональної впорядкованості, який зародився ще в добу студентської революції 1968 року.
Внутрішня конструкція має виключно функціональне призначення. Колектив Ганса ван Бека вирішував проблему зведення просторої і добре освітленої будівлі на відносно маленькій ділянці. Так народилась ідея створення скляного даху. Замість коридорної системи внутрішній простір будівлі розпланований у вигляді атріуму.
У будівлі є свій символ, який певним чином пов'язує її з Нідерландами. Під парапетом Ганс ван Бек спроєктував шість ластівчиних гнізд. Як пояснив архітектор, маршрут ластівок, які на зиму відлітають із Нідерландів у вирій до Африки, пролягає через Україну. А у цьому прихистку птахи можуть відпочити перед подальшим перельотом.

## Рецепція і критика будівлі
Консервативна частина громадськості негативно сприйняла споруду. Містобудівна рада Києва тривалий час зволікала із затвердженням проєкту. Голова Управління охорони пам'яток історії і культури Руслан Кухаренко був проти розміщення посольства на Подолі. На його думку, це — неприпустима містобудівна помилка. Ця архітектура була б доречною в інших районах Києва — на Оболоні чи Троєщині.
Водночас головний архітектор міста Сергій Бабушкін стверджував, що міський простір із храмовою домінантою у центрі набув завершеного вигляду. На думку архітектора Володимира Смирнова, коли вже немає що реставрувати, гармонія досягається контрастністю сучасної споруди з історичною забудовою.
Високо оцінили будівлю європейські архітектори, які побували в Києві. На їхню думку, з-поміж сучасних київських споруд звертають на себе увагу лише дві якісні будівлі: посольство Нідерландів і посольство Німеччини на вулиці Богдана Хмельницького.
Архітекторам вдалось розмістити сучасну будівлю між старовинними дво- і чотириповерховою кам'яницями без пафосної псевдоісторичної імітації. Ганс ван Бек повідомив, що окрім завдання виконати вимоги замовника, важливим для нього було відчути міській простір і задовольнити потреби і бажання Києва. Нідерландські архітектори ретельно дослідили історію ділянки і прилеглих вулиць. Вони намагались вписати посольство в історичний контекст місцевості. Нідерландці врахували навіть майже повністю знищену після Подільської пожежі 1811 року середньовічну радіально-кільцеву структуру Подолу. Будівля повторює дугоподібну конфігурацію сусідньої старовинної кам'яниці. Завдяки цій кривій лінії фасаду створюється відчуття поваги до історичної забудови навколо храму Богородиці Пирогощі. Посольство не намагається домінувати над історичними пам'ятками.